# Sierra de la Confusión

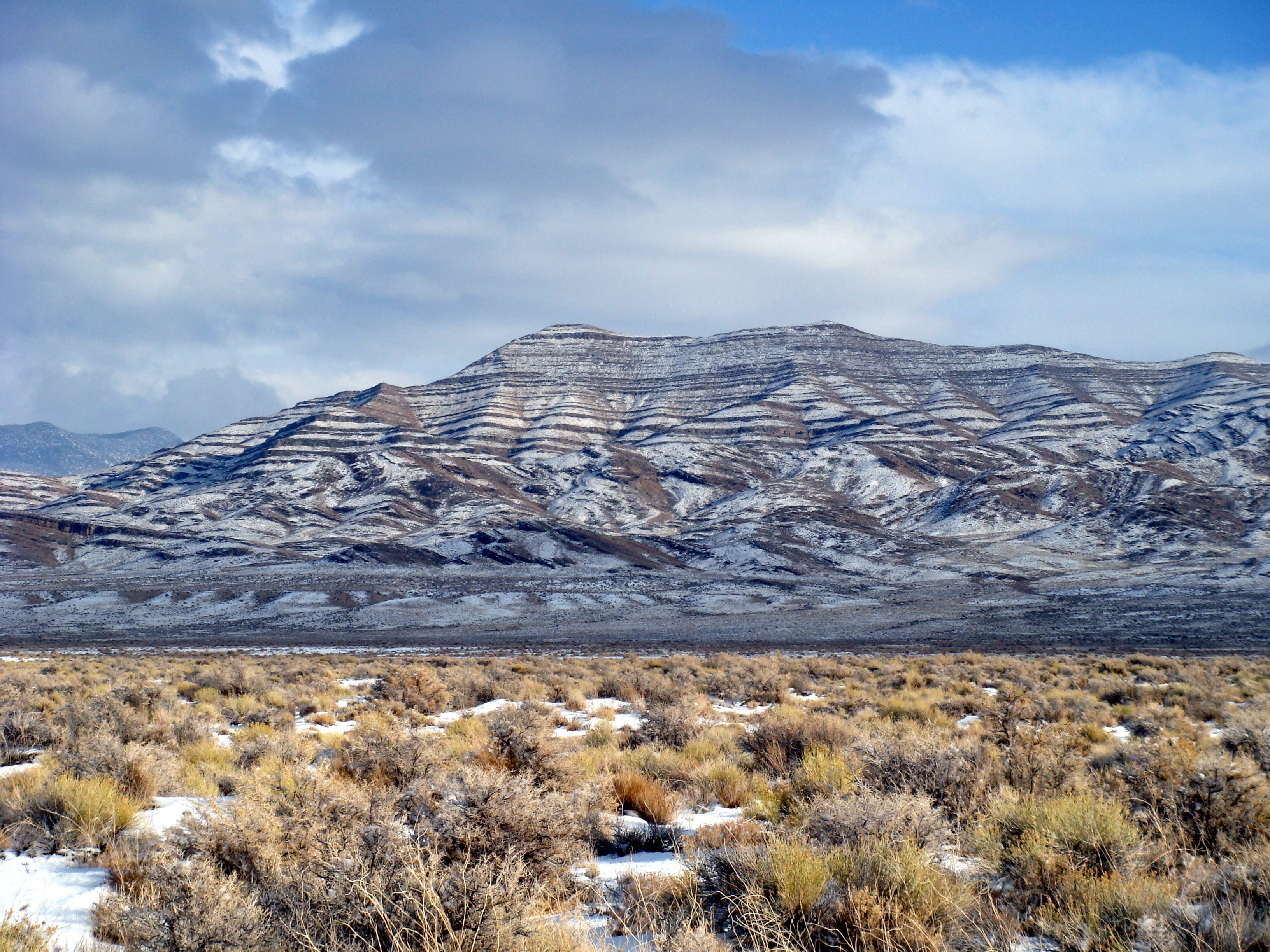
Nieve en las colinas cerca del cañón de Willow Springs en el flanco occidental de la sierra cerca del puerto de Cowboy

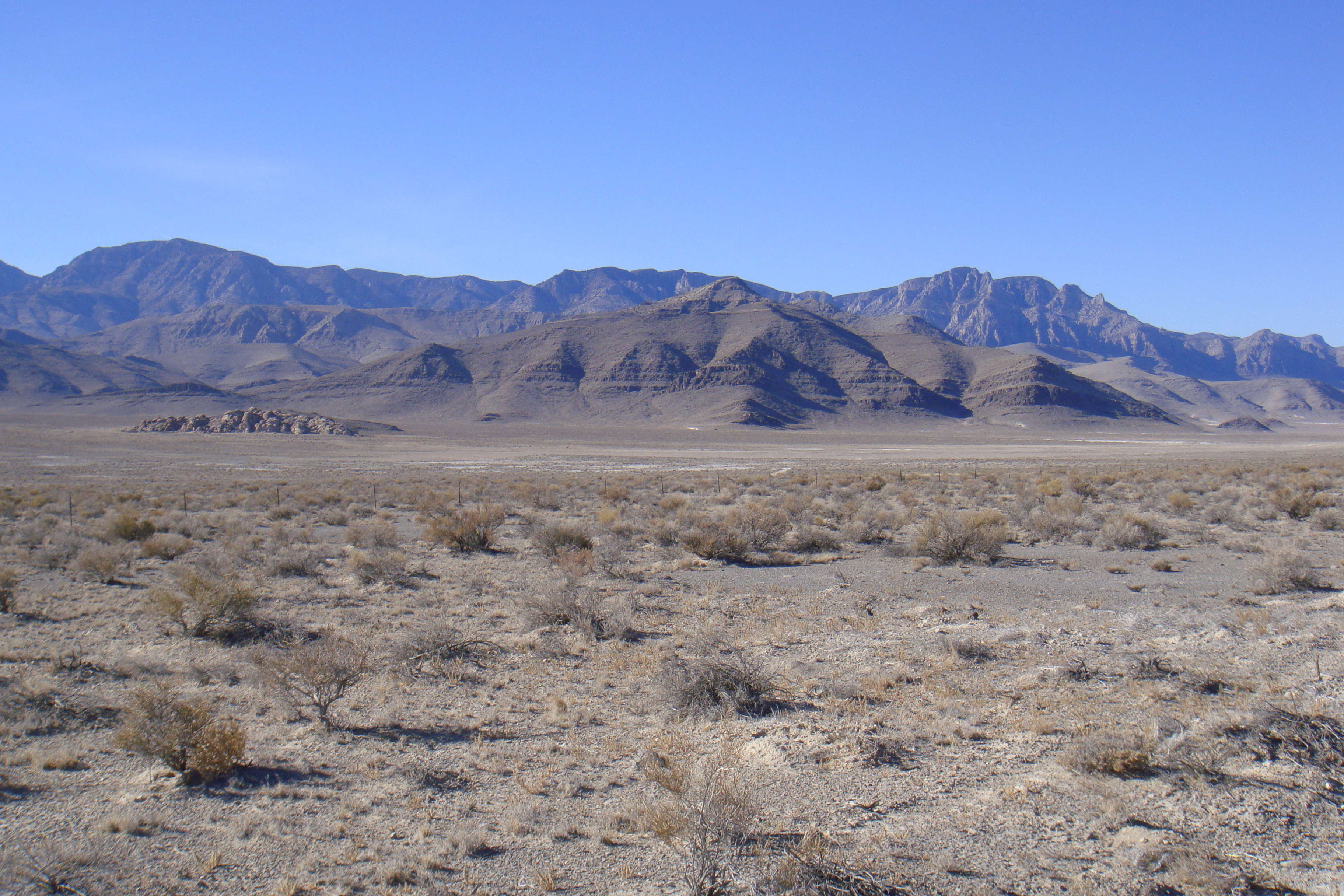
La sierra de la Confusión desde el paso de la Skull Rock desde el oeste del cañón de Kings en Utah

La sierra de la Confusión es una alineación montañosa en Utah.  Es una sierra de dirección norte a sur en el centro-oeste de Utah. Está  limitada por el valle Snake al oeste, el valle de Tule al este y el Gran Desierto del Lago Salado al norte y el desierto de Ferguson al sur.  La sierra se dirige hacia los cerros de Burbank y la sierra de Wah Wah al sur.  En la parte central de la sierra una prominencia de la sierra al oeste se conoce como la sierra de Conger.  La sierra de la Confusión se denomina así por su topografía confusa y forma serrada aislada."
Los picos más altos en la sierra con el pico Conger 39°14′00″N 113°42′03″O / 39.23328, -113.700817, la cual tiene unos 7 713 pies de altura, y el picacho de King 38°54′36″N 113°31′47″O / 38.910000, -113.529666, con sus 8,350 pies de altura feet tall.